# Mihraç Akkuş
Mihraç Akkuş (ur. 1 czerwca 2000) – turecki judoka. Olimpijczyk z Tokio 2020, gdzie zajął dziewiąte miejsce w wadze ekstralekkiej.
Uczestnik mistrzostw świata w 2019 i 2021. Startował w Pucharze Świata w 2019 roku. Uczestnik turniejów międzynarodowych.

## Letnie Igrzyska Olimpijskie 2020
| Konkurencja | Eliminacje              | Eliminacje             | Klas. końcowa |
| Konkurencja | Przeciwnik I            | Przeciwnik II          | Miejsce       |
| ----------- | ----------------------- | ---------------------- | ------------- |
| 60 kg       | Ngawang Namgyel (BHU) Z | Jełdos Smietow (KAZ) P | 9.            |